# Església Ortodoxa Etíop

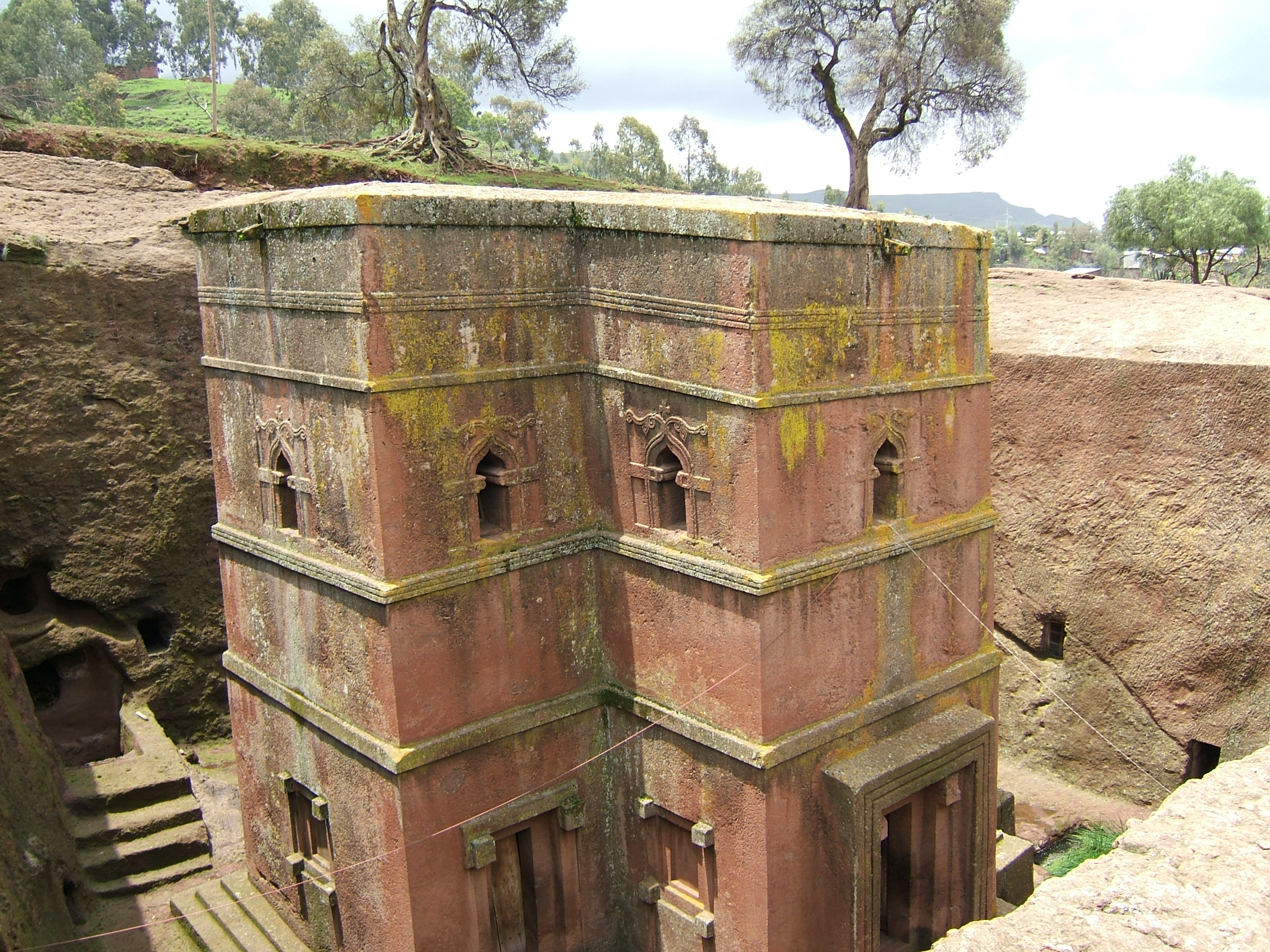
Església de Sant. Jordi, és una església monolítica de Lalibela.

L'Església unitària ortodoxa etíop (amhàric: የኢትዮጵያ ኦርቶዶክስ ተዋሕዶ ቤተ ክርስቲያን, Jeitjop'ja ortodoks teŭahedo bétekrestjan), coneguda també com a Església Copta d'Etiòpia, Ésglésia Tawahedo o simplement Església Etíop, és una església ortodoxa oriental, en el passat part de l'Església Copta però ara autocèfala, és a dir, que té el seu propi patriarca (des de 1959; abans depenia del patriarca copte d'Alexandria). El cap de l'església porta el títol d'Abuna-Patriarca i resideix a Addis Abeba. Reconeix i accepta el papa de tots els coptes i patriarca d'Alexandria Shenouda III i també el patriarca copte d'Eritrea, formant una única Església. Des de l'11 de juliol de 1992, és l'Abuna Pau. Dins de les esglésies cristianes és la més propera a les tradicions jueves. Té al voltant d'uns 45 milions de fidels (60% de la població d'Etiòpia). Forma part del conjunt d'esglésies anomenades dels tres concilis.

## Cànon bíblic
El cànon de l'església etíop és més ampli que els d'altres grups cristians. El cànon "breu" de l'Antic Testament inclou els llibres que es troben en la Bíblia dels Setanta acceptats pels ortodoxos, més el Llibre d'Henoc, el Llibre dels Jubileus, el primer i segon llibre d'Esdres, els Llibres de Meqabyan, i el Salm 151. Els tres llibres dels Macabeus són completament diferents en contingut dels seus homònims de les altres confessions cristianes. Hi ha també diferències quant a l'ordre dels llibres. L'Església etíop té també un cànon extens, que inclou més llibres.

## Llengua
Les cerimònies religioses de l'Església Etíop se celebren en idioma Gueez, antiga llengua del Regne d'Axum i llengua litúrgica del cristianisme etíop almenys des de l'arribada dels Nou Sants, que arribaren a Etiòpia fugint de les persecucions contra els monofisites que seguiren al Concili de Calcedònia. A ells es deu la traducció al gueez de la Bíblia dels Setanta.

## Similituds amb el judaisme
L'Església etíop li dona més importància a l'Antic Testament que d'altres esglésies cristianes, i els seus fidels practiquen ritus propis del judaisme ortodox:
- Els nens mascles són circumcidats al vuitè dia del seu naixement.
- Tenen normes alimentàries estrictes que prohibeixen el consum de carn de porc i de peix sense escates, i regulen fins i tot com han de sacrificar-se els animals.
- Tenen dos dies sagrats, el diumenge i el dissabte.
- Fan sacrificis d'animals (xais o cabrits, principalment).
- Les dones tenen prohibit l'assistència a l'església durant la menstruació. Igual que les dones jueves ortodoxes, quan són a l'església han de tapar-se els cabells amb un mocador gran, anomenat shash.
- Els homes i les dones se senten en llocs separats durant les cerimònies, com també passa en el judaisme ortodox. Els fidels es treuen les sabates quan entren a l'església, d'acord amb el passatge d'Èxode 3, 5, en el que Déu, des de l'arbust en flames, ordena a Moisès que es descalci en terreny sagrat.
- Les esglésies estan construïdes seguin un esquema inspirat en el Temple de Salomó, dividit en tres parts: un santuari tancat (qeddeste-qeddusan), on es guarda el tablot en un petit cofre de fusta, un espai sagrat (queddest) on es dona l'Eucaristia, i un cor (qene mahelet), on els sacerdots llegeixen les Escriptures.

### Arca de l'Aliança
Segons la tradició, a l'església de Santa Maria de Sió, a Axum, es custodia l'Arca de l'Aliança, que hauria estat portada a Etiòpia per Menelik I, fill de Salomó i de la reina de Saba. L'església etíop a causa de l'antiga tradició sobre la cura de l'arca, sempre s'ha resistit a les pressions dels arqueòlegs moderns per estudiar l'Arca de l'Aliança; i sols es pot suposar la seva possible real ubicació en aquesta església, a través de proves arqueològiques indirectes.
Totes les esglésies ortodoxes d'Etiòpia tenen un tabot, rèplica de les taules que es guarden a l'Arca de l'Aliança original. El tabot és un quadrat de 15 cm de costat, fet d'alabastre, marbre, o fusta d'acàcia. Es guarda en un cofre ricament adornat que es manté allunyat de la vista del públic. El tabot és tret en processó en el dia de la festa de la seva respectiva església, o en la gran festa de T'imk'et (Epifania).